# Мауер (Баден)
Мауер (нім. Mauer) — громада в Німеччині, знаходиться в землі Баден-Вюртемберг. Підпорядковується адміністративному округу Карлсруе. Входить до складу району Рейн-Неккар.
Площа — 6,30 км2. Населення становить 4071 ос. (станом на 31 грудня 2020).